# Hobyót (jezik)
Hobyót (hewbyót, hobi; ISO 639-3: hoh), južnoarapski jezik koji se govori na granici Jemena i Omana. U novije vrijeme govori ga oko 100 ljudi u Omanu (1998 Hezy Mutzafi). Srodan je jezicima shehri i mehri. 
Hobyót-govornici sami svoj jezik nazivaju hobyot ili weheybyot. Prema lingvistici i etnografkinji Mirandi Morris, u njemu ima elemenata iz jezika mehri i Jibbali (shehri). Morrisova ih ne smatra ih za neku posebnu etničku skupinu ili plemenski savez, dok oni smatraju Mahrama.

## Vanjske poveznice
- Ethnologue (14th)
- Ethnologue (15th)